# حراج (فیلم)
حراج فیلمی سینمایی به تهیه‌کنندگی، نویسندگی و کارگردانی حسین شهابی محصول سال ۱۳۹۲ است که از تاریخ ۱ مرداد ماه ۱۳۹۳ با سرگروهی سینما آزادی تهران، در سینماهای ایران اکران عمومی شده‌است. در این فیلم که سومین اثر سینمایی حسین شهابی پس از فیلم‌های (روز روشن) و (به خاطر مهدی) است، کاملاً از بازیگران تئاتر استفاده شده و هیچ بازیگر سرشناس سینمای ایران در آن حضور ندارد. فیلم حراج که در نمایش عمومی خود نطر مثبت منتقدان سینمای ایران را به همراه داشت، در اولین حضور بین‌المللی خود در کشور فرانسه و پس از آن در مونترال کانادا، استکهلم سوئد و شیکاگو آمریکا بروی پرده رفته‌است. سایت تاست آو سینمای نیویورک این فیلم را جزو ده فیلم برتر سال ۲۰۱۵ سینمای ایران معرفی کرده‌است.

## خلاصه فیلم
فروغ (فریبا خادمی) بعد از بیست سال زندگی مشترک با شوهرش (مشکات) می‌فهمد که او سه سال با زنی به نام ساغر (مهسا آبیز) رابطه داشته و بعد از اینکه ورشکسته شده، ساغر مهریه‌اش را به اجرا گذاشته و مشکات فعلاً در زندان است. فروغ برای خروج از بحران پیش آمده، تمام وسائل خانه‌اش را به حراج می‌گذارد تا…

## بازیگران
- فریبا خادمی
- نسیم ادبی
- مهسا آبیز
- گیتی قاسمی
- مریم سرمدی
- محمد کارت
- مرتضی زارع
- محمدرضا علیمردانی
- پریا ابراهیمی
- محمد کارهمت
- بهروز مهدوی

## عوامل
- فیلمبردار

هومن سلماسی
- صدابردار

 محمد صالح 
- طراح گریم

شهرام خلج
- طراح صحنه و لباس

بهاره امینی
- برنامه‌ریز و دستیار اول کارگردان

نرجس ابراهیمی
- مدیر تولید

محمدرضا نجفی
- صداگذاری

حیدر نجفی
- تدوین

حسین عیوضی
- نقاشی‌های هنری صحنه

افسون منتظری
- دستیاران فیلمبردار

حسین بذرافشان
آرش دیانت
محمد رضا صادق‌
احمد پوروکیلی

## حضور در فستیوال‌های بین‌المللی
- منتخب بیست و یکمین فستیوال بین‌المللی وزول فرانسه (بهمن ماه ۱۳۹۳)[۹][۱۰]
- منتخب فستیوال مونترال کانادا (مهرماه ۱۳۹۳)[۱۱][۱۲]
- منتخب پانزدهمین فستیوال استکهلم سوئد (مهرماه ۱۳۹۴)[۱۳]
- منتخب بیست و ششمین فستیوال فیلم شیکاگو آمریکا (بهمن ماه ۱۳۹۴)[۱۴][۱۵]
- منتخب بیست و هفتمین فستیوال دانشگاه یوسی ال ای آمریکا (اردیبهشت ماه ۱۳۹۵)[۱۶]